# Pępnica złotoblaszkowa
Pępnica złotoblaszkowa (Chrysomphalina chrysophylla (Fr.) Clémençon)  – gatunek grzybów należący do rodziny wodnichowatych (Hygrophoraceae).

## Systematyka i nazewnictwo
Pozycja w klasyfikacji według Index Fungorum: Chrysomphalina, Hygrophoraceae, Agaricales, Agaricomycetidae, Agaricomycetes, Agaricomycotina, Basidiomycota, Fungi.
Po raz pierwszy gatunek ten został opisany w 1821 r. przez Eliasa Friesa jako Agaricus chrusophyllus, później zaliczany był do różnych rodzajów. Obecną, uznaną przez Index Fungorum nazwę nadał mu Heinz Clémençon w 1982 r.
Ma około 20 synonimów. Niektóre z nich:
- Armillariella chrysophylla (Fr.) Singer 1943
- Chrysobostrychodes chrysophyllus (Fr.) G. Kost 1985
- Chrysomphalina chrysophylla (Fr.) Clémençon 1982 var. chrysophylla
- Chrysomphalina chrysophylla var. hoffmanii (Peck) Norvell, Redhead & Ammirati 1994
- Chrysomphalina chrysophylla var. salmonispora (H.E. Bigelow) Norvell, Redhead & Ammirati 1994
- Gerronema chrysophyllum (Fr.) Singer 1959
- Haasiella chrysophylla (Fr.) Raithelh. 1973
- Omphalina chrysophylla var. salmonispora H.E. Bigelow 1970
- Omphalina chrysophylla var. saoleopoldi Raithelh., 1992
- Omphalina hoffmanii (Peck) H.E. Bigelow 1970

Nazwę polską nadał Władysław Wojewoda i in. w 1987 r., wcześniej W. Wojewoda opisywał ten gatunek pod nazwą pępóweczka złotoblaszkowa.

## Morfologia
Kapelusz
Średnica 2–6 cm, początkowo wypukły, potem kolejno łukowaty, pępkowato wklęsły, i w końcu łagodnie lejkowaty. Jest higrofaniczny; w stanie wilgotnym brązowożółty, w stanie suchym jaśniejszy. Powierzchnia z powrastanymi łuskami. Brzeg powyginany i długo podwinięty.
Blaszki
Rzadkie, nierównej długości i zbiegające na trzon, o barwie od złotej do pomarańczowożółtej.
Trzon
Wysokość 2–5 cm, grubość 2–5 mm. Jest walcowaty, pod kapeluszem rozszerzający się lejkowato, często spłaszczony i wygięty, rurkowaty, o konsystencji chrząstkowatej. Powierzchnia gładka o barwie od złotej do pomarańczowożółtej. Podstawa ukorzeniona delikatnymi sznurami grzybniowymi.
Miąższ
Cienki, jasnożółty, w stanie suchym śmietankowożółty.
Zarodniki
Eliptyczne, gładkie, nieamyloidalne, o wymiarach 9–14 × 4,5–6 μm.

## Występowanie i siedlisko
Występuje w Europie i Ameryce Północnej (USA, Kanada). Jest rzadki. W Polsce znajduje się na Czerwonej liście roślin i grzybów Polski. Ma status E – gatunek wymierający.
Występuje głównie w starych świerkowych lasach górskich i podgórskich. Rozwija się na rozkładających się konarach i pniach świerków i jodeł, a także na gnijącym trocie i szczapach w miejscach składowania drzewa. Często występuje gromadnie.